# Collinder 140
Collinder 140 ist die Bezeichnung eines offenen Sternhaufens im Sternbild Großer Hund. Collinder 140 hat einen Durchmesser von 42' und eine scheinbare Helligkeit von +3,5 mag.

## Weblink
- WEBDA-Seite zu Collinder 140